# Kōryō
Kōryō (広陵町, Kōryō-chō) és una vila i municipi pertanyent al districte de Kita-Katsuragi de la prefectura de Nara, a la regió de Kansai, Japó. Kōryō té una important i rica història vinculada al Japó i, a més, és el municipi amb consideració de vila més populós de la prefectura de Nara.

## Geografia
La vila de Kōryō es troba localitzada a la part nord-occidental de la prefectura de Nara, al districte de Kita-Katsuragi. Kōryō es divideix en dos grans sectors: Mamigaoka i Kasa, el primer és més modern, amb vivendes per a treballadors dels voltants i districtes comercials i d'entreteniment, mentres que Kasa és coneguda com la "vila antiga", sent predominantment de caràcter agrícola. El terme municipal de Kōryō limita amb els de Yamato-Takada i Kashihara al sud; amb Kawai al nord; amb Kanmaki i Kashiba a l'oest i amb Tawaramoto i Miyake a l'est.

## Història
Des del període Nara fins a la fi del període Tokugawa, la zona on actualment es troba la vila va pertànyer a l'antiga província de Yamato. La zona, i en concret el palau Kudara van fer de capital nacional del Japó pel cort interval entre el 640 i 642 de l'era cristiana. El nom del palau, Kudara, fa referència al regne de Paekche el qual en japonés es diu així i el nom de la vila al regne de Goryeo. Tot i això, els ideogrames presents al nom de la vila volen dir "moltes tombes" i és que a la zona s'hi troba la major concentració de kofun o túmuls funeraris arcàics de tot el Japó. Després de la restauració Meiji i sota la nova llei de municipis l'1 d'abril de 1889 es creen els pobles d'Umami, Senami, Kudara i Hashio, tots ells pertanyents al ja desaparegut districte de Hirose. Els tres primers pobles es fusionaren el 15 d'abril de 1955 per tal de fundar l'actual vila de Kōryō, a la qual s'integrà el poble de Hashio l'1 de setembre de 1956.

## Demografia
| 1920   | 1930   | 1940   | 1950   | 1960   | 1970   | 1980   |
| ------ | ------ | ------ | ------ | ------ | ------ | ------ |
| ND     | ND     | ND     | ND     | 15.598 | 17.355 | 18.427 |
| 1990   | 2000   | 2010   | 2020   | 2030   | 2040   | 2050   |
| 24.605 | 31.444 | 33.055 | 33.609 | -      | -      | -      |

## Transport

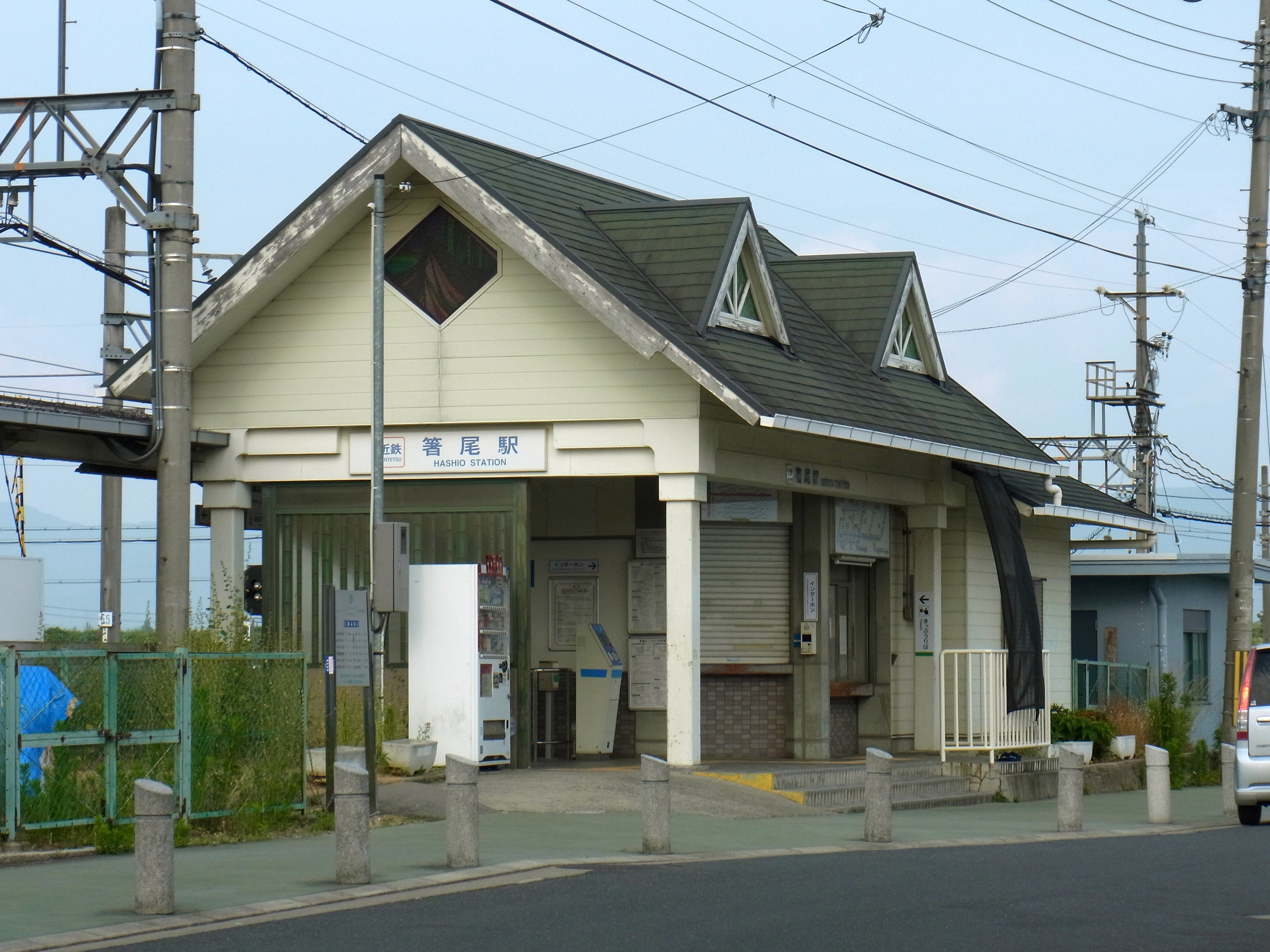
Estació de Hashio

### Ferrocarril
- Ferrocarril Kinki Nippon (Kintetsu)
  - Hashio

### Carretera
- Pel terme municipal de Kōryō no hi passa cap carretera nacional, només carreteres d'àmbit prefectural propietat del govern de Nara. La companyia Nara Kōtsu presta servei al poble com a tota la prefectura.